# Georges Fleurix
Georges Antoine Fleurix (* 31. August 1892 in Molenbeek-Saint-Jean; † im 20. Jahrhundert) war ein belgischer Wasserballspieler.

## Karriere
Fleurix nahm an den Olympischen Spielen 1924 teil. In Paris erreichte er mit der belgischen Nationalmannschaft den zweiten Rang und sicherte sich somit Silber. 1927 gewann er bei der Europameisterschaft in Bologna Bronze.